# 文磊斯
文磊斯（英語：Luís Marques Mendes，澳葡官定譯名為文磊斯；1957年9月5日—），葡萄牙律師、政治人物。
他畢業於哥英布拉大學法學院，法學士學位，早年從事律師工作，後擔任共和國議會議員，並獲總統馬塞洛·雷貝洛·德索薩委任為國務委員會成員。
自1985起，他在施華高的三屆政府中任職，後於2002至2004年間在若澤·曼努埃爾·杜朗·巴羅佐政府任議會事務部長。
2005年至2007年9月期間，他擔任反對黨社會民主黨的主席。